# Anaplecta
Anaplecta är ett släkte av kackerlackor. Anaplecta ingår i familjen småkackerlackor.

## Dottertaxa tillAnaplecta, i alfabetisk ordning[1]
- Anaplecta alaris
- Anaplecta alvarengaia
- Anaplecta analisignata
- Anaplecta arisanica
- Anaplecta asema
- Anaplecta australiensis
- Anaplecta avicharapura
- Anaplecta azteca
- Anaplecta balachowskyi
- Anaplecta basalis
- Anaplecta bella
- Anaplecta biafrae
- Anaplecta bivittata
- Anaplecta bolivari
- Anaplecta brachyptera
- Anaplecta brunneri
- Anaplecta cabimae
- Anaplecta calosoma
- Anaplecta carioca
- Anaplecta catharinensis
- Anaplecta cincta
- Anaplecta conradti
- Anaplecta cornea
- Anaplecta dahomensis
- Anaplecta dohrniana
- Anaplecta domestica
- Anaplecta elliptica
- Anaplecta erythronota
- Anaplecta falcifer
- Anaplecta fallax
- Anaplecta fulva
- Anaplecta fusca
- Anaplecta galathea
- Anaplecta grandipennis
- Anaplecta guamina
- Anaplecta guianae
- Anaplecta gyrinoides
- Anaplecta hemiscotia
- Anaplecta hileia
- Anaplecta humeralis
- Anaplecta ikonnikovi
- Anaplecta japonica
- Anaplecta javanica
- Anaplecta karakoush
- Anaplecta kekilla
- Anaplecta lamottei
- Anaplecta lateralis
- Anaplecta lepesmei
- Anaplecta maculifera
- Anaplecta major
- Anaplecta malayensis
- Anaplecta maronensis
- Anaplecta marshallae
- Anaplecta martini
- Anaplecta mexicana
- Anaplecta minutissima
- Anaplecta mirabilis
- Anaplecta moxa
- Anaplecta nahua
- Anaplecta obscura
- Anaplecta omei
- Anaplecta otomia
- Anaplecta pallida
- Anaplecta parviceps
- Anaplecta pauliani
- Anaplecta pavida
- Anaplecta peruviana
- Anaplecta pilatus
- Anaplecta pluto
- Anaplecta poecila
- Anaplecta pulchella
- Anaplecta pulchra
- Anaplecta pumila
- Anaplecta pygmaea
- Anaplecta ratnadvipa
- Anaplecta rendata
- Anaplecta replicata
- Anaplecta saussurei
- Anaplecta simplex
- Anaplecta srilanka
- Anaplecta subsignata
- Anaplecta suffusa
- Anaplecta sumatrensis
- Anaplecta thwaitesi
- Anaplecta tolteca
- Anaplecta transversa
- Anaplecta unicolor
- Anaplecta varipennis
- Anaplecta villiersi
- Anaplecta vittata
- Anaplecta xanthopeltis
- Anaplecta zeylanica